# Euryophion variegatus
Euryophion variegatus là một loài tò vò trong họ Ichneumonidae.